# Laadla
Laadla – wieś w Estonii, w prowincji Sarema, w gminie Torgu.